# 基亞米沙萊克 (紐約州)
基亞米沙萊克（英語：Kiamesha Lake）是位於美國紐約州沙利文縣的普查規定居民點。

## 人口
根據2020年美國人口普查的數據，基亞米沙萊克的面積為2.70平方千米，皆為陸地。當地共有人口320人，而人口密度為每平方千米118.52人。